# Snip
Snip é o terceiro episódio da quarta temporada da série Modern Family. O episódio foi exibido originalmente pela ABC no dia 10 de outubro de 2012 nos EUA.

## Sinopse
Phil e Claire finalmente criam um plano para colocar em ação daqui 5 anos, tirar umas férias e aproveitar a vida, assim que Luke for para faculdade. Para manter tudo isso na linha, Phil está indo para realizar uma vasectomia. Enquanto isso, Jay e Gloria discordam sobre se deve ou não descobrir o sexo do bebê; Gloria está em negação sobre a necessidade de roupas de maternidade, e agora que Lily está no jardim de infância, Mitchell tenta gentilmente orientar Cameron para um trabalho em tempo parcial para ocupar todo o seu tempo extra.

## Audiência
Na sua transmissão original americana, "Snip", foi visto por cerca de 12.310 mil famílias de acordo com a Nielsen Media Research.